# Villy-sur-Yères
Villy-sur-Yères (voorheen Villy-le-Bas) is een gemeente in het Franse departement Seine-Maritime (regio Normandië). De gemeente telt 172 inwoners (2005) en maakt deel uit van het arrondissement Dieppe.

## Geschiedenis
Op de 18de-eeuwse Cassinikaart is het dorp Villy aangeduid. Villy had een hulpkerk in het drie kilometer zuidelijker gelezen Caudecotte. Vanaf het eind van de 18de eeuw kwam voor het hoger gelegen Caudecotte meer de naam Villy-le-Haut in gebruik, terwijl voor Villy de naam Villy-le-Bas werd gebruikt.
Op het eind van het ancien régime op het eind van de 18de eeuw, toen de gemeenten werden gecreëerd, werd Villy-le-Bas een gemeente. Villy-le-Haut werd een aparte gemeente. In 1822 werd buurgemeente Val-du-Roy opgeheven en bij Villy-le-Bas aangehecht.
In 1998 werd gemeentenaam officieel gewijzigd in Villy-sur-Yères.

## Geografie
De oppervlakte van Villy-sur-Yères bedraagt 8,3 km², de bevolkingsdichtheid is 20,7 inwoners per km².
Door de gemeente stroomt de Yères.
Naast Villy zelf ligt in het oosten van de gemeente ook het dorpje Val-du-Roy. Het dorp Villy-sur-Yères heette vroeger Villy-le-Bas; drie kilometer ten zuiden ligt het gehucht Villy-le-Haut in buurgemeente Avesnes-en-Val.
De onderstaande kaart toont de ligging van Villy-sur-Yères met de belangrijkste infrastructuur en aangrenzende gemeenten.

## Bezienswaardigheden

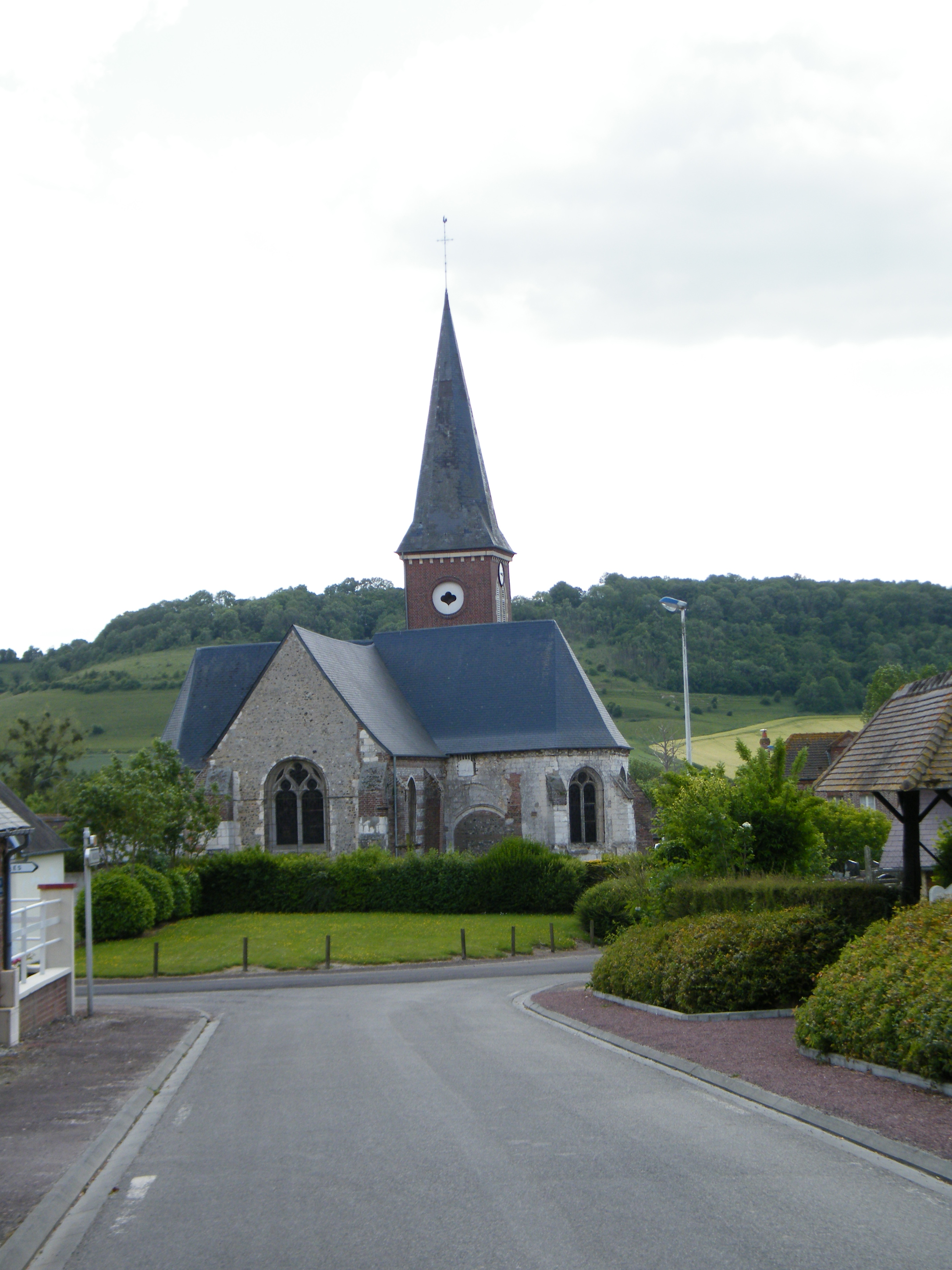
Église Saint-Martin

- De Église Saint-Martin

## Demografie
Onderstaande figuur toont het verloop van het inwonertal (bron: INSEE-tellingen).